# Вкусно и точка
Вкусно и точка (на руски: Вкусно – и точка) е руска верига от ресторанти за бързо хранене създадена през 2022 година след като Макдоналдс се изтегля от страната в знак на протест от руската инвазия в Украйна. Веригата оперира основно в предишните локации на Макдоналдс и предлага леко модифициран асортимент.
За разлика от Макдоналдс в менюто липсват Big Mac, McFlurry и салати, но останалите бургери остават почти същите. Предлагат се и пържени скариди. По думите на мениджъра по качеството Александър Меркулов храната съдържа същите съставки и се приготвят със същото оборудване, както когато McDonald's е управлявал ресторантите, но се сервират в различни опаковки.
Собственик на веригата е бизнес магнатът Александър Говор.